# Hrob sovětských válečných zajatců
Hrob sovětských válečných zajatců se nachází na hřbitově v Karviná-Doly, naproti kostela svatého Petra z Alkantary. Je kulturní památkou České republiky.

## Historie
V době druhé světové války byl na území Českého Těšína vybudován Zajatecký tábor Stalag VIII B pro válečné zajatce. Pracovní komanda, která byla vytvořena ze zajatců, byla nasazována na nucenou práci v zemědělství, těžkém průmyslu, dolech, lesnictví, dopravě (železnici) a jiných odvětvích. Památník vznikl po roce 1945 a jsou zde pochováni sovětští zajatci, kteří pracovali v místních dolech. V roce 1970 bylo provedeno nové architektonické řešení pomníku a okolních ploch.

## Popis
Na podstavci je černá mramorová deska s nápisem a jmény 75 pohřbených vojáků. Památník je umístěn mezi hroby pohřbených.
Text nápisu: „Zde odpočívají naši osvoboditelé, kteří položili život na oltář naší vlasti“